# ألكسندر هاوزر
ألكسندر هاوزر (بالألمانية: Alexander Hauser)‏ هو لاعب كرة قدم نمساوي، ولد في 23 يونيو 1984 في القديس يوحنا في تيرول في النمسا. لعب مع أوسكو باشينغ ونادي واكر إنسبروك.

## وصلات خارجية
- الكسندر هوزر على موقع Soccerway.com (الإنجليزية)
- الكسندر هوزر على موقع عالم كرة القدم.نت (الإنجليزية)